# Лэнг, Луис
Лу́ис Марк Лэнг (англ. Louis Mark Laing; родился 6 марта 1993 года, Ньюкасл-апон-Тайн) — английский футболист, защитник.

## Клубная карьера
Лэнг перешёл в академию «Сандерленда» летом 2009 года. 14 мая 2011 года дебютировал в Премьер-лиге, выйдя на замену Джону Менсе в матче против «Вулверхэмптон Уондерерс».
16 января 2012 года перешёл в клуб «Уиком Уондерерс» на правах аренды. 21 января он дебютировал за «Уондерерс» в матче против «Рочдейла». 14 февраля его аренда в «Уикоме» была продлена до окончания сезона.
В апреле 2014 года появились сообщения, что Лэнг будет отпущен «Сандерлендом» по окончании сезона 2013/14, и что молодой защитник был приглашён на просмотр в «Блэкберн Роверс» и «Манчестер Юнайтед».

## Карьера в сборной
Лэнг выступал за сборные Англии до 16, 17, 18 и 19 лет.